# Jaguar
De jaguar (Panthera onca) is een roofdier uit de familie van de katachtigen. De wetenschappelijke naam van de soort werd in 1758 als Felis onca gepubliceerd door Carl Linnaeus. De jaguar komt voor in Midden-Amerika en een groot deel van Zuid-Amerika. De jaguar lijkt oppervlakkig sterk op de luipaard, maar is zwaarder gebouwd en heeft een forsere rozettentekening.
Het woord "jaguar" is mogelijk afgeleid van het Tupi-Guarani-woord yaguara, wat 'wild beest dat zijn prooi met een sprong overwint' betekent.

## Afmetingen

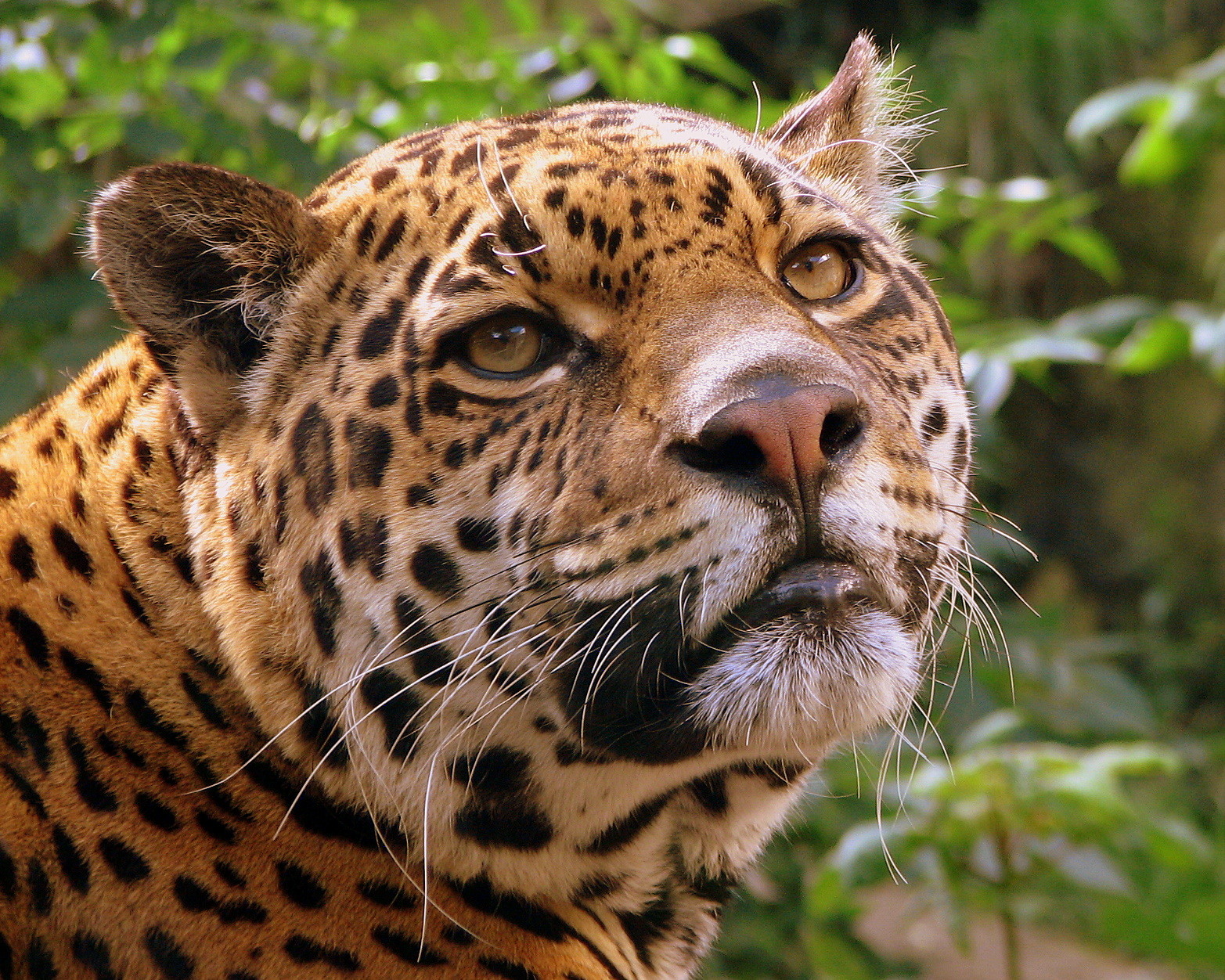
De brede kop is hier goed te zien
Edinburgh Zoo

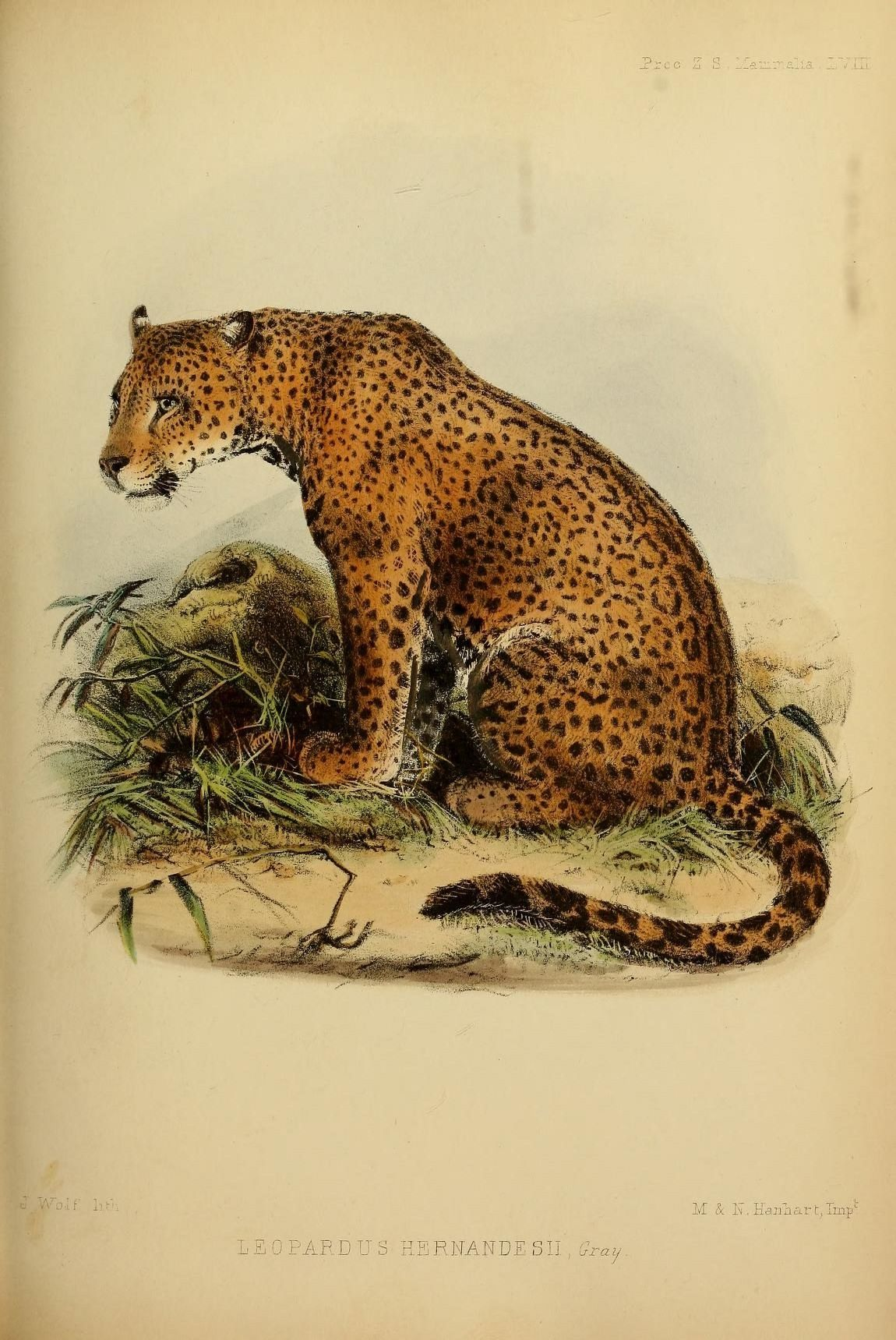
Panthera onca hernandesii
Door M. & N. Hanhart

Lengte: kop-romp 110–180 cm, staart 45–75 cm, schouderhoogte 65–80 cm. Gewicht: 25–100 kg. Mannelijke jaguars zijn groter en zwaarder dan vrouwtjes.

## Uiterlijk
De jaguar is de grootste en sterkste kat van Amerika. Het is een stevig gebouwd en krachtig dier met een brede kop en sterke kaken. De poten zijn relatief kort, maar erg sterk. De staart zorgt voor evenwicht bij het springen. De vacht is lichtgeel tot roodbruin met zwarte rozetten, ronde of ovale vlekken met daarin één of twee donkere stippen. Midden op de rug verandert de rij zwarte vlekken soms in een doorlopende lijn. Daarnaast bestaat er ook een melanistische (zwarte) variant, waarbij de vlekken wel te zien zijn in de zon. Door de ronde pupillen kan de jaguar prima zien tijdens de schemering. De zachte voetkussentjes zorgen ervoor dat de jaguar goed kan sluipen, en daarnaast heeft de jaguar intrekbare klauwen en lange en stevige hoektanden.

## Levensduur
Jaguars kunnen in het wild 12 tot 15 jaar oud worden, in gevangenschap kunnen ze enkele jaren ouder worden.

## Leefgebied
In een groot aantal verschillende biotopen kunnen jaguars te vinden zijn, variërend van dichtbegroeide nevelwouden en regenwoud tot kustwouden. Ook droogbossen en meer open terrein wordt wel door ze bewoond, mits er genoeg dekking is van gras en rotsen tijdens het jagen. Bij voorkeur leven jaguars in de buurt van water. Radiotelemetrisch onderzoek heeft uitgewezen dat jaguars er over het algemeen nauwelijks verder dan 500 meter vandaan gaan. Dit heeft als gevolg dat er minder concurrentie om prooidieren is met de poema, die minder gebonden is aan water.

## Voedsel
Vrijwel ieder dier dat in het leefgebied van de jaguar voorkomt, vormt een potentiële prooi voor dit roofdier. Jaguars zijn carnivoren en voeden zich algemeen met de prooidieren die in een bepaald gebied het meest voorkomen. Op grond levende zoogdieren zoals pekari’s en herten hebben echter de voorkeur, maar ook tapirs, apen, opossums, gordeldieren, luiaards, miereneters, allerlei knaagdieren zoals agouti’s, stekelvarkens, ratten en capibara’s, op grond nestelende vogels, kikkers, kaaimannen, schildpadden, vissen, eieren en zelfs reuzenslangen maken deel uit van het menu. De jaguar is de enige grote kat die regelmatig reptielen doodt om ervan te leven.

## Leefwijze
De jaguar is vooral in de ochtend- en avondschemering actief. Het is een solitair dier en het territorium wordt gemarkeerd met krabsporen. Territoria van mannelijke jaguars hebben over het algemeen een grootte van 28–76 km², terwijl die van de vrouwtjes ongeveer de helft daarvan uitmaken. De verschillende territoria overlappen elkaar regelmatig. Zoals reeds gezegd, houden jaguars zich bijna altijd op in de buurt van water. Ze kunnen dan ook uitstekend zwemmen, in tegenstelling tot veel andere katten die juist een hekel hebben aan water.
De jaguar jaagt voornamelijk op de bosbodem, maar is ook een uitstekende klimmer. De jachttechniek bestaat uit het besluipen van een prooi of het geduldig afwachten tot deze dichtbij is, waarna hij een verrassingsaanval uitvoert. De jaguar kan in korte tijd hoge snelheden bereiken, maar deze maar kort volhouden. Daarom moet hij zijn prooi zo dicht mogelijk benaderen voor een succesvolle jacht. Prooidieren worden meestal gedood met een krachtige beet in de schedel of nek. Zelfs de pantsers van schildpadden en gordeldieren vormen geen obstakel; de jaguar bijt ze moeiteloos open. Ook kaaimans vormen geen probleem: hij bijt ze aan de zijkanten open, waar de hoornplaten ontbreken. Jaguars behoren tot de sterkste katten, ondanks dat ze kleiner zijn dan een leeuw of een tijger.
Verder is de jaguar een goede visser. Als deze kat vist, zit hij roerloos op een rotsblok of op een overhangende tak. Zodra de jaguar een vis ziet, wordt deze met de poot uit het water op de oever geslagen. Gedode dieren worden door de jaguar eerst versleept naar een schuilplaats, voordat de jaguar begint met eten. In tegenstelling tot de andere grote katten, bromt en gromt de jaguar wel, maar brult dit dier zelden.

## Voortplanting
Er is geen vaste paartijd. Na de paring gaan het mannetje en het vrouwtje meestal direct weer uit elkaar, hoewel beide geslachten soms nog enkele weken samen leven. De draagtijd bedraagt 90-110 dagen en per keer worden één tot vier welpen geboren, die slechts 700-900 gram wegen wanneer ze ter wereld komen. De jongen worden meestal geboren in een hol tussen rotsen of in dicht struikgewas. Het wijfje verdedigt haar welpen zeer fel tegen iedere indringer, inclusief de vader. Na twee weken openen de jongen hun ogen en zes maanden later gaan ze voor het eerst met de moeder mee op jacht. Wanneer de welpen ongeveer twee jaar oud zijn verlaten ze hun moeder, en gaan dan op zoek naar een eigen jachtgebied. Na ongeveer drie jaar zijn jaguars geslachtsrijp.

## Ondersoorten
Er worden van deze soort, afhankelijk van de auteur, diverse ondersoorten onderscheiden. Een studie uit 2017 van de IUCN/SSC Cat Specialist Group stelde echter op basis van mtDNA-onderzoek vast dat het verschil tussen de verschillende populaties te klein is om verschillende ondersoorten te onderscheiden en dat de jaguar dus monotypisch is. Dit zijn enkele van de regelmatig gebruikte ondersoorten:
Neotropisch gebied
- 1. Panthera onca onca: Amazone- en Orinocobassin (Venezuela, Guyana, Suriname, Noord- en Centraal-Brazilië, oostelijk Bolivia); stabiel
- 2. Panthera onca hernandesi: westelijk Mexico; bedreigd
- 3. Panthera onca goldmanni: schiereiland van Yucatán; bedreigd
- 4. Panthera onca centralis: Honduras, El Salvador, Nicaragua, Costa Rica, Panama, Colombia; kwetsbaar
- 5. Panthera onca peruviana: Peru; kwetsbaar
- 6. Panthera onca palustris: Zuidelijk Brazilië tot noordelijk Argentinië; bedreigd

Nearctisch gebied
- 7. Panthera onca ariconensis: Zuidoost-Arizona, Noordwest-Mexico; bedreigd
- 8. Panthera onca veracrucensis: Zuidwest-Texas tot Tamaulipas, Veracruz tot Tabasco; bedreigd

Alleen Panthera onca onca wordt niet bedreigd in zijn voortbestaan.

## Galerij

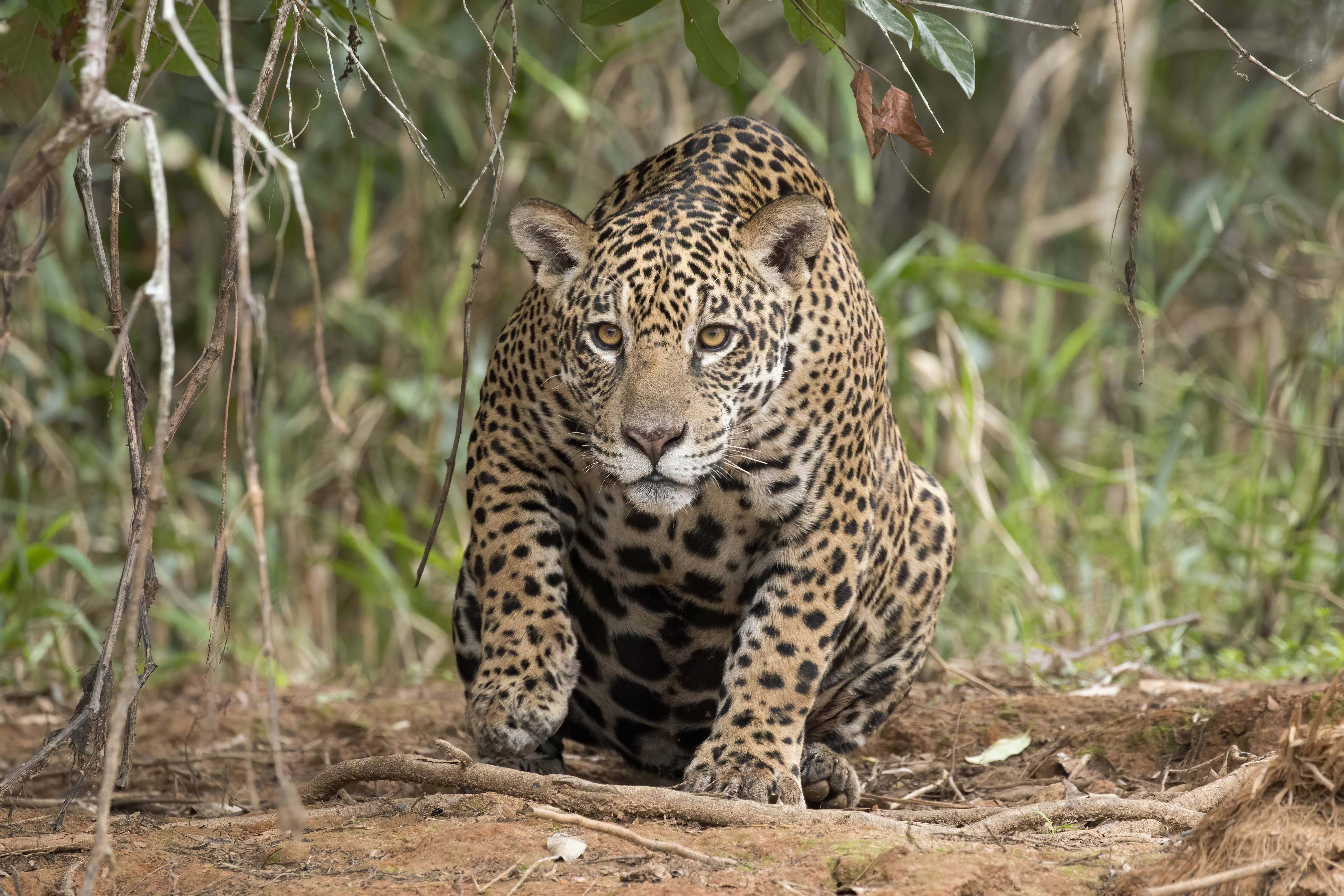
Panthera onca palustris (vrouwtje) in de buurt van de rivier Piquerí, in de Pantanal, Brazilië
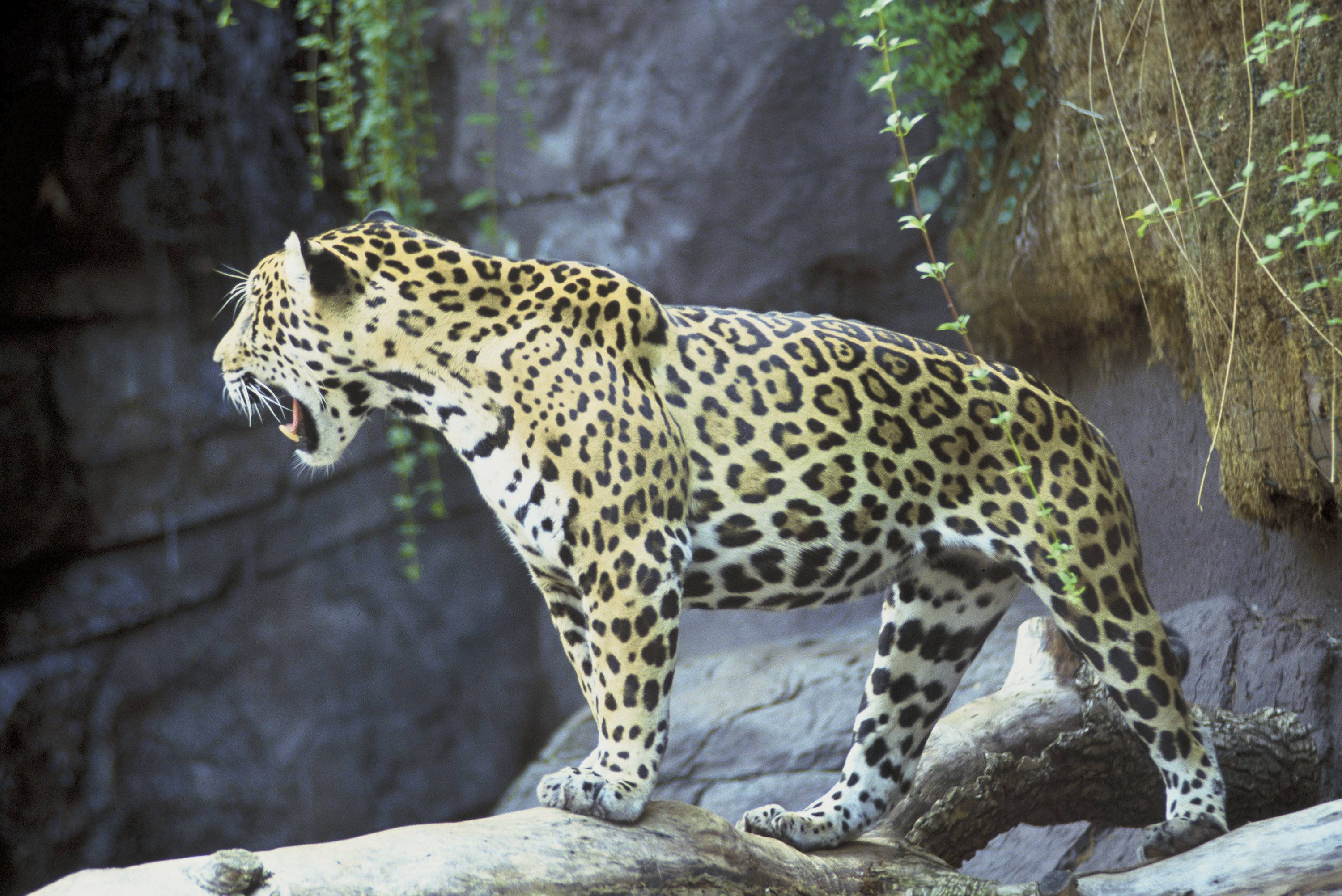
Jaguar (Panthera onca)
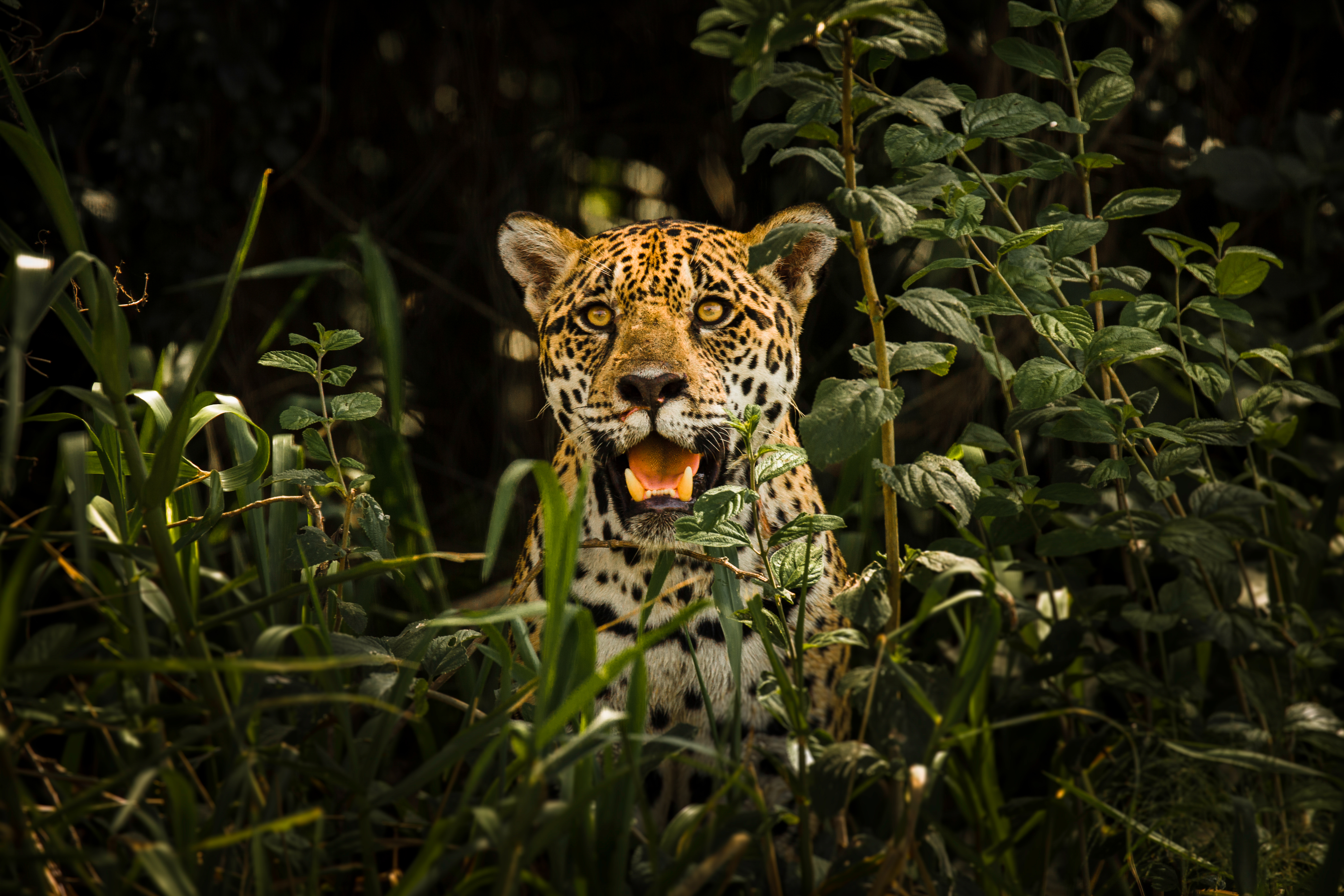
Jaguar (Panthera onca) liggend in de bosjes in de Pantanal
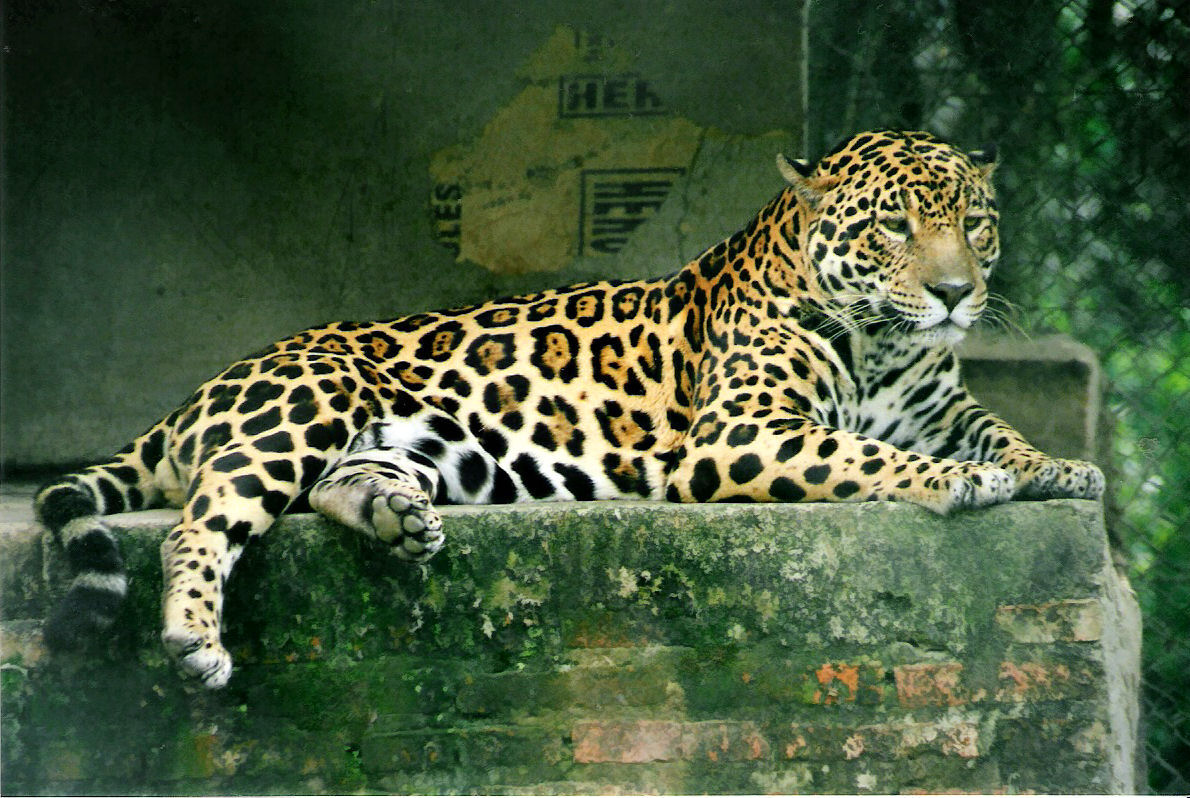
Jaguar in een reddings- en rehabilitatiecentrum voor wilde dieren in Formosa, Argentinië
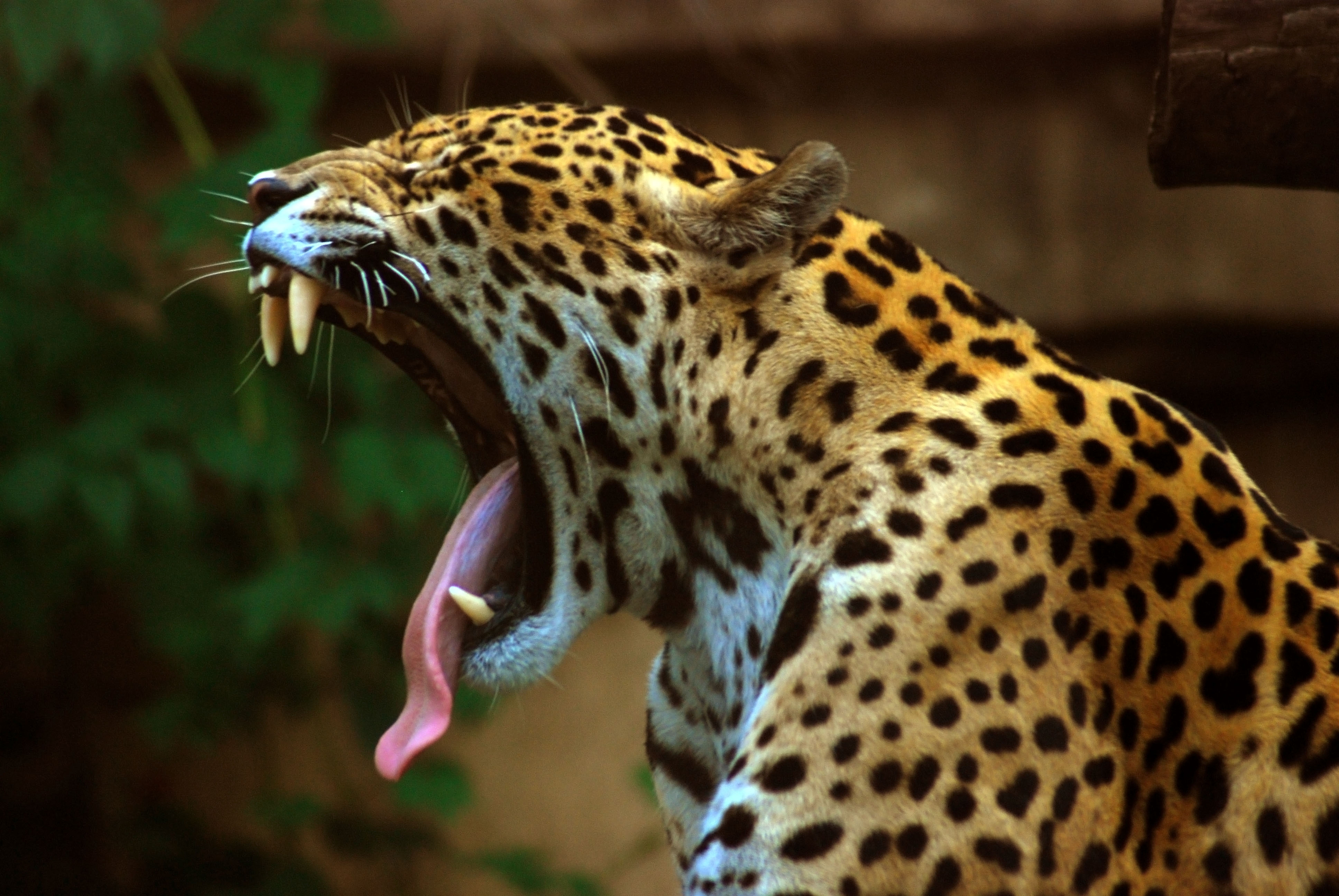
Jaguar in Toronto Zoo
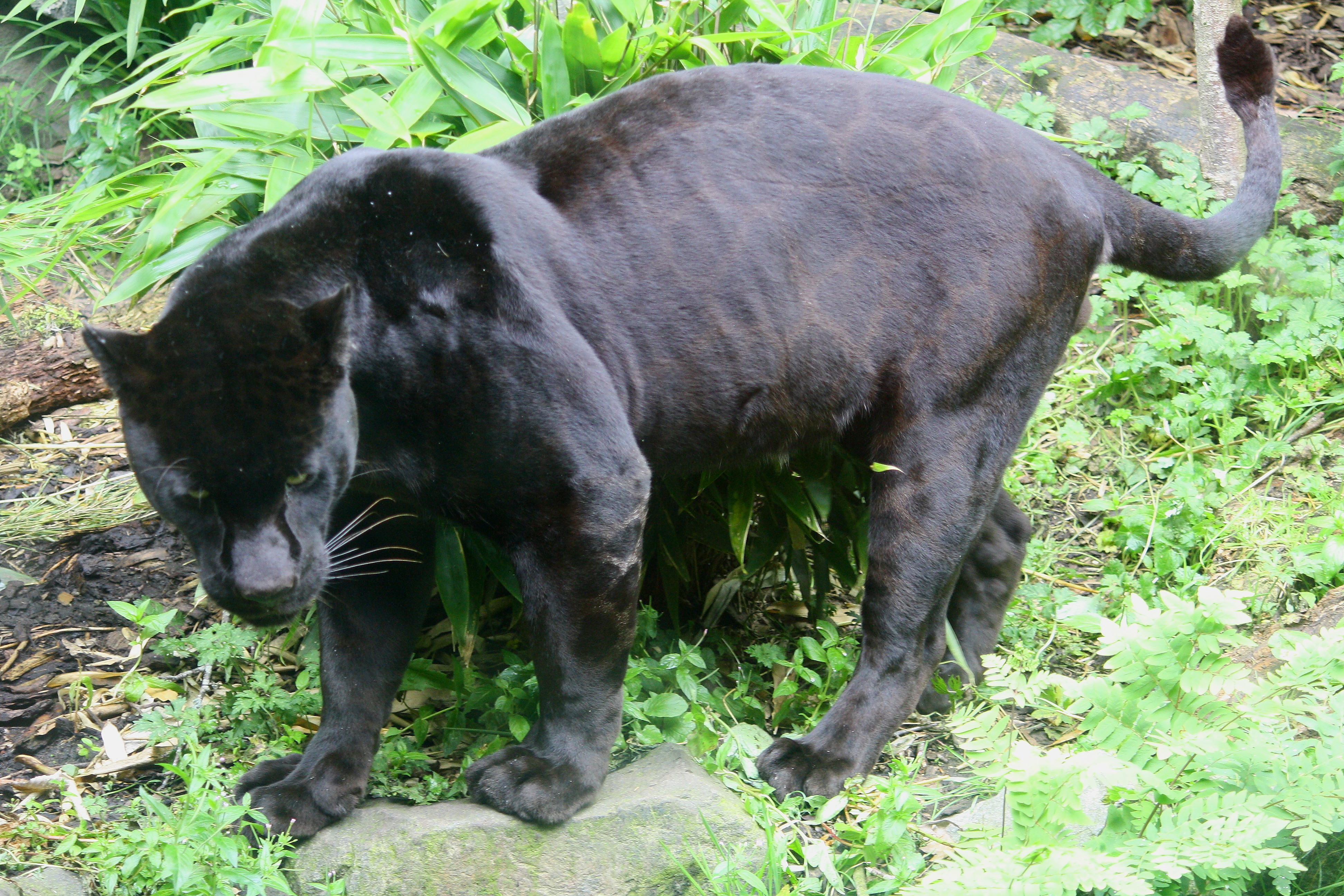
Een melanistische zwarte jaguar (Panthera onca) in Edinburgh Zoo
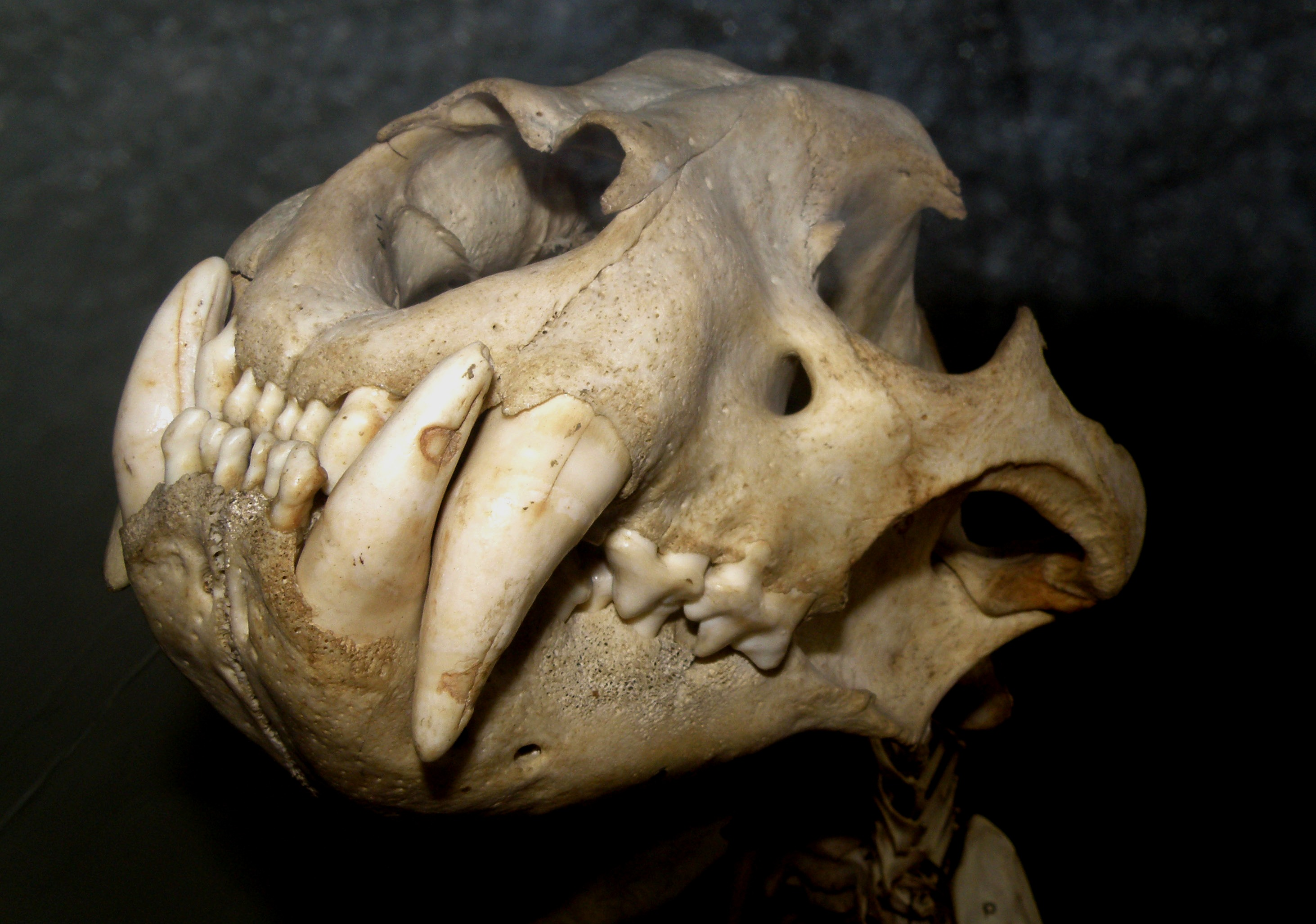
Schedel van de Panthera onca palustris
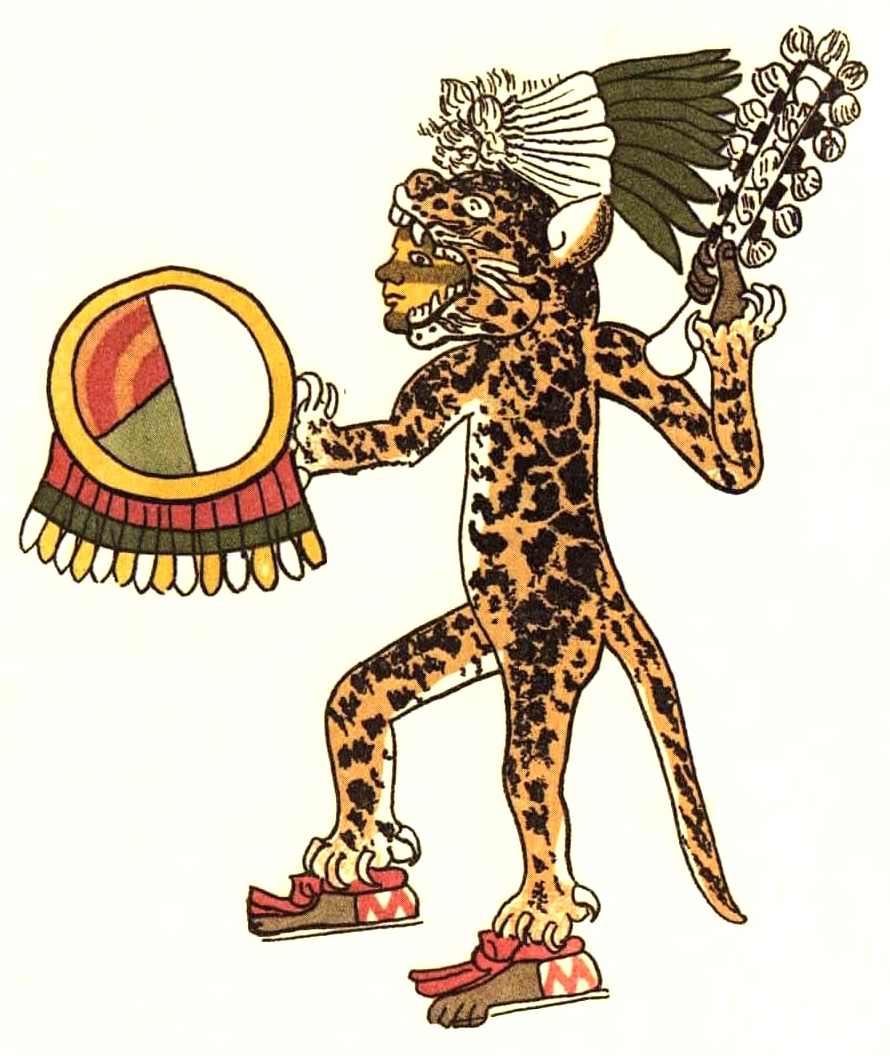
Guerrero jaguar (16e eeuw), Codex Magliabechiano